# Wickliffe (Kentucky)
Pour les articles homonymes, voir Wickliffe.
La ville de Wickliffe est le siège du comté de Ballard, dans le Commonwealth du Kentucky, aux États-Unis. Sa population s’élevait à 688 habitants lors du recensement de 2010, estimée à 649 habitants en 2019.

## Démographie
| Groupe            | Wickliffe | Kentucky | États-Unis |
| ----------------- | --------- | -------- | ---------- |
| Blancs            | 91,1      | 87,8     | 72,4       |
| Afro-Américains   | 3,9       | 7,8      | 12,6       |
| Métis             | 3,2       | 1,7      | 2,9        |
| Autres            | 1,8       | 2,7      | 12,1       |
| Total             | 100       | 100      | 100        |
|                   |           |          |            |
| Latino-Américains | 2,9       | 3,1      | 16,7       |

Selon l'American Community Survey, pour la période 2011-2015, 99,55 % de la population âgée de plus de 5 ans déclare parler anglais à la maison, alors que 0,45 % déclare parler l'italien.

## Galerie photographique

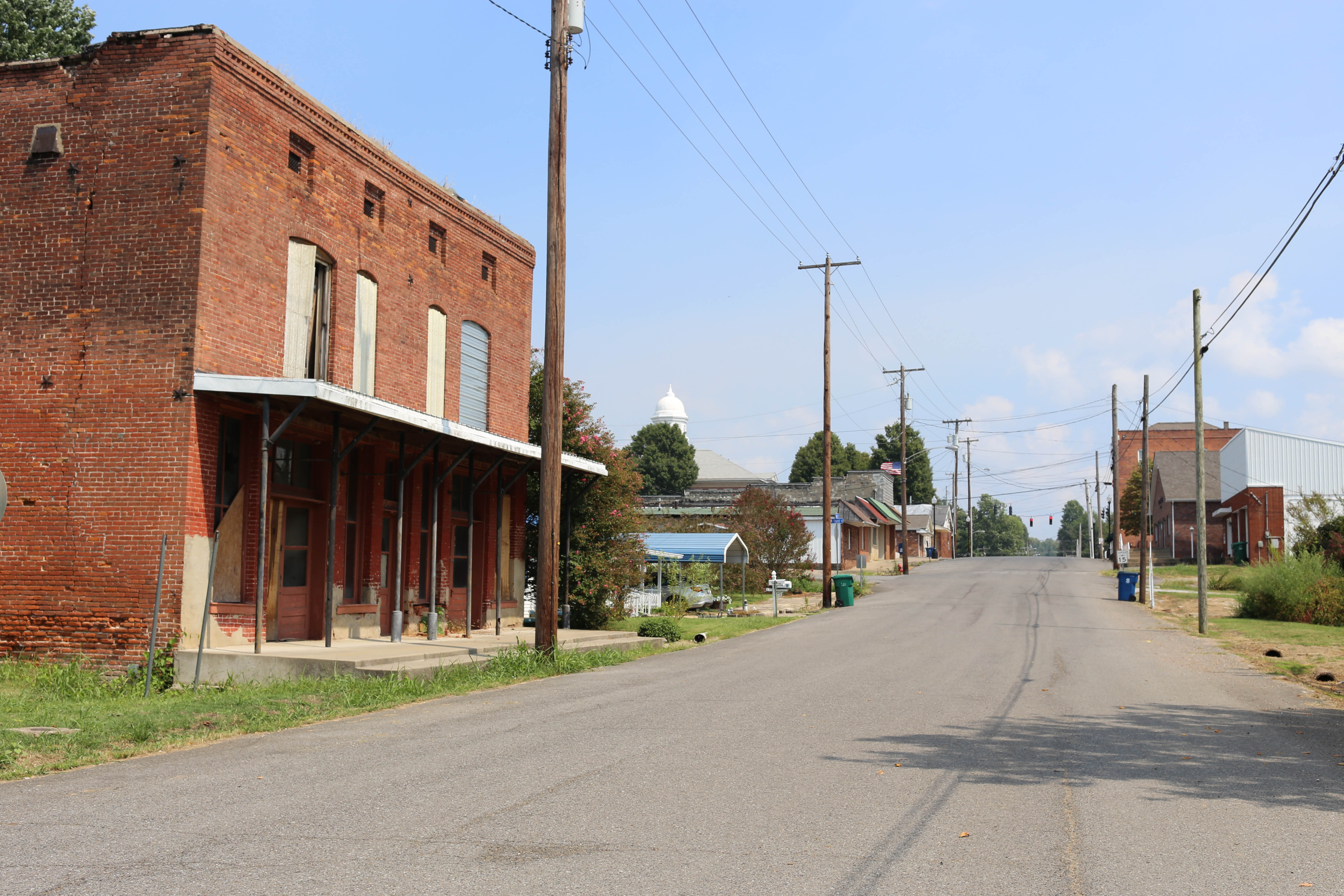
Court Street
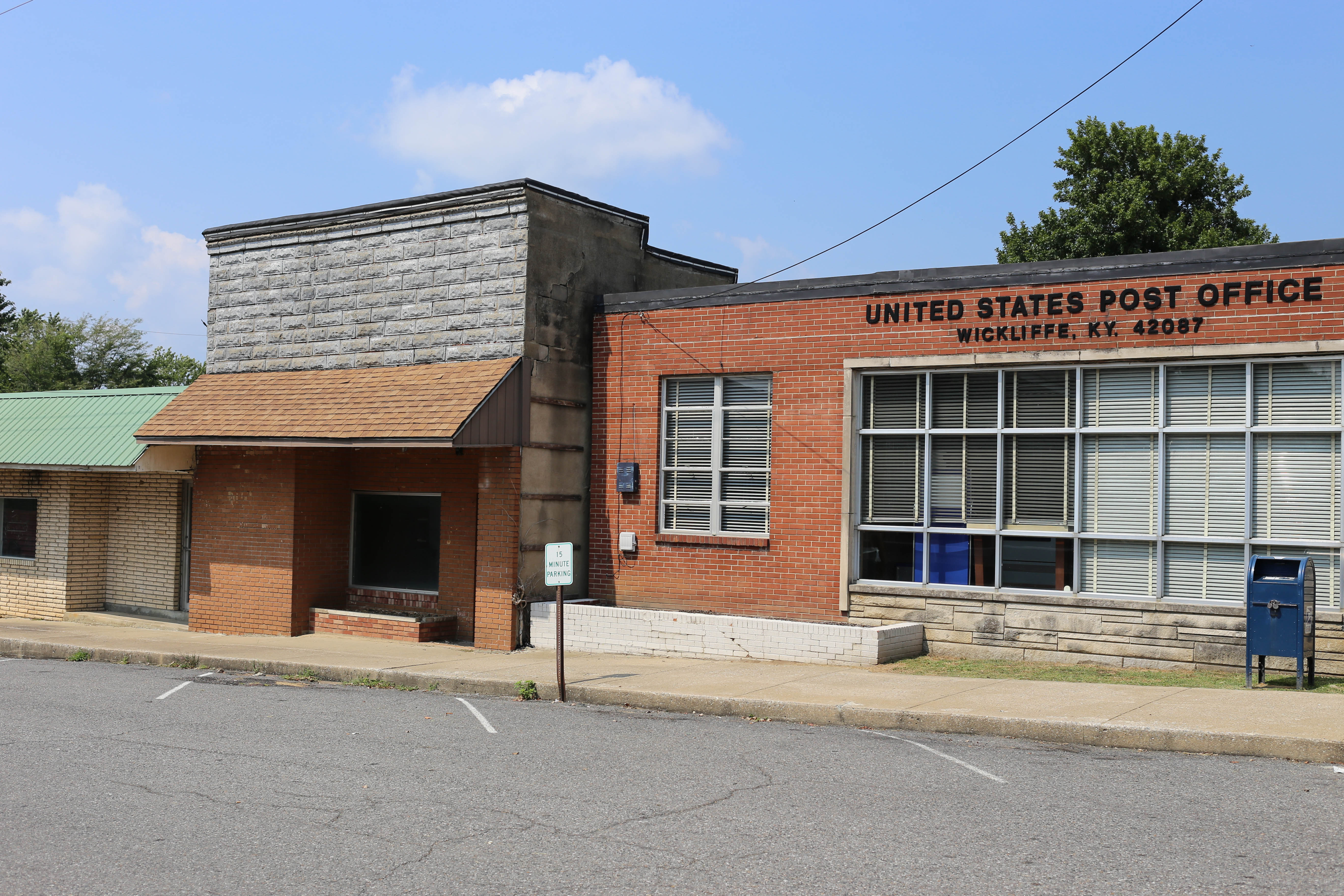
Le bureau de poste